# La historia de las cosas
La historia de las cosas (en inglés The Story of Stuff) es un documental web sobre el ciclo de vida de bienes y servicios.
El documental, puesto en línea el 4 de diciembre de 2007, está escrito y narrado por Annie Leonard, y patrocinado por la Fundación Tides y la Funders Workgroup for Sustainable Production and Consumption, con Free Range Studios para producir el film.
De acuerdo con el sitio, ya hay más de 12 millones de personas que vieron el documental en línea, y además se ha proyectado en miles de escuelas, lugares de culto, eventos comunitarios y de negocios alrededor del mundo. Ralph Nader se refirió al film como "un modelo de claridad y motivación".
La autora ha escrito también un libro donde se explaya sobre los mismos temas, sin las limitaciones de un documental de 20 minutos. El libro se titula "La historia de las cosas: de cómo nuestra obsesión por las cosas está destruyendo el planeta, nuestras comunidades y nuestra salud, y una visión del cambio" y se ha publicado por la editorial S.L.Fondo de Cultura Económica.

## Contenido
El documental de 20 minutos, presenta una visión crítica de la sociedad consumista. Expone las conexiones entre un gran número de problemas sociales y del ambiente, y nos convoca a todos a crear un mundo sostenible y justo. El documental se divide en 7 capítulos: Introduction (Introducción), Extraction (Extracción), Production (Producción), Distribution (Distribución), Consumption (Consumo), Disposal (Residuos), y Another Way (Otro camino).
El documental describe la economía de materiales, un sistema compuesto por extracción, producción, distribución, consumo, y residuos. Este sistema se extiende con personas, el gobierno, y la corporación.
Su tesis principal es: No es posible operar un sistema lineal indefinidamente en un planeta finito. Sus afirmaciones están apoyadas por datos estadísticos y referencias a diversos trabajos científicos (que no aparecen directamente en el documental, pero pueden consultarse en el script con anotaciones y en la hoja de hechos). Algunas de las afirmaciones son:
- "... más del 50% del dinero del impuesto federal estadounidense ahora es para las fuerzas armadas,..."
- "De las 100 economías más grandes de la Tierra ahora, 51 son corporaciones."
- "Nosotros [los EEUU] tenemos el 5% de la población del mundo pero consumimos 30% de los recursos del mundo y creamos 30% de la basura del mundo."
- "80% de los bosques originales del planeta se han perdido."
- "Solo en el Amazonas, perdemos 2000 árboles por minuto."
- "Cada uno de nosotros en los EE. UU. recibe más de 3000 avisos publicitarios por día."
- "Cada uno de nosotros en los Estados Unidos produce 4 libras y 1/2  [ 2,04 kg ] de basura por día."
- "La dioxina es la sustancia más tóxica hecha por el hombre conocida por la ciencia. Y los incineradores son la primera fuente de dioxina."

El documental también cita lo que Victor Lebow dijo en 1955:
"Nuestra economía enormemente productiva... pide que hagamos del consumo nuestra forma de vida, que convirtamos la compra y uso de los bienes en un ritual, que busquemos nuestra satisfacción espiritual, nuestra satisfacción del ego, en consumo... nosotros necesitamos cosas consumidas, quemadas, reemplazadas y descartadas a paso acelerado."
Algunos de los temas mencionados son: retardante de llama bromado, polución, costo externalizado, obsolescencia planificada, publicidad, incineración, dioxinas y reciclaje.